# Rezerwat przyrody Lipny Dół koło Książa Wielkiego
Rezerwat przyrody Lipny Dół koło Książa Wielkiego – leśny rezerwat przyrody w gminie Książ Wielki, w powiecie miechowskim, w województwie małopolskim. Znajduje się na gruntach Skarbu Państwa w zarządzie Nadleśnictwa Miechów (leśnictwo Chrusty).
Według danych z nadleśnictwa, rezerwat zajmuje powierzchnię 20,64 ha (akt powołujący podawał 20,23 ha). Został powołany Zarządzeniem Ministra Leśnictwa i Przemysłu Drzewnego z 1 lutego 1960 roku (M.P. z 1960 r. nr 22, poz. 108). Według aktu powołującego, rezerwat utworzono w celu zachowania ze względów naukowych i dydaktycznych fragmentu wielogatunkowego lasu liściastego naturalnego pochodzenia z bogatą roślinnością zielną i z licznym w niej udziałem roślin gatunków kserotermicznych oraz chronionych.
Rezerwat jest położony w granicach Obszaru Chronionego Krajobrazu Wyżyny Miechowskiej.